# 柴山昌生

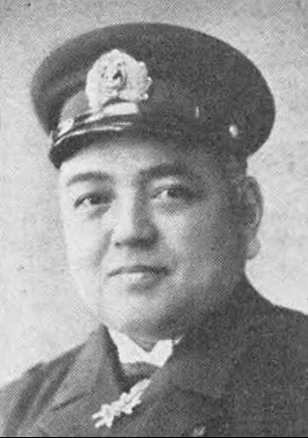
柴山昌生

柴山 昌生（しばやま まさき、1884年（明治17年）8月13日 - 1952年（昭和27年）3月15日）は、日本の海軍軍人、政治家、華族。最終階級は海軍少将。貴族院男爵議員。

## 経歴
東京府出身。海軍士官・柴山矢八の二男として生まれる。1907年11月、海軍兵学校（35期）を卒業し、1908年12月、海軍少尉任官。
以後、海軍砲術学校普通科学生、海軍水雷学校普通科学生、砲術学校特修科学生、海軍大学校乙種学生、砲術学校高等科学生として研鑽を積んだ。1919年12月、海軍少佐に昇進し砲術学校教官兼分隊長に就任。以後、霧島砲術長、陸奥砲術長を務め、父の死去に伴い1924年2月20日、男爵を襲爵。さらに、砲術学校教官、金剛副長、神威特務艦長などを歴任し、1928年10月、海軍大佐に昇進。以後、第一遣外艦隊司令部附・上海陸戦隊指揮官、赤城艦長、横須賀鎮守府附、横須賀海兵団長、兼日進艦長などを経て、1934年11月、海軍少将に昇進し横須賀人事部長兼横須賀鎮守府人事長に就任した。以後、軍令部出仕を経て、1936年12月15日に待命、同月22日予備役編入となった。
1937年9月25日、貴族院議員補欠選挙で男爵議員に選出され、公正会に所属して活動。海軍航空本部外航空指導事務嘱託、内閣委員・興亜院勤務、大東亜省委員、厚生省委員などを務めた。1946年4月17日に貴族院議員を辞職した。1947年（昭和22年）11月28日、公職追放仮指定を受けた。
墓所は多磨霊園(10-1-13-37)。

## 親族
- 母 柴山琴子（本田親雄長女）[3]
- 妻 柴山梅子（園田実徳六女）[3]

## 栄典
勲章
- 1944年（昭和19年）3月7日  - 勲二等瑞宝章[12]